# Neyveli
Neyveli là một thị trấn của quận Cuddalore thuộc bang Tamil Nadu, Ấn Độ.

## Địa lý
Neyveli có vị trí 10°58′B 78°33′Đ / 10,97°B 78,55°Đ Nó có độ cao trung bình là 87 mét (285 feet).

## Nhân khẩu
Theo điều tra dân số năm 2001 của Ấn Độ, Neyveli có dân số 128.133 người. Phái nam chiếm 51% tổng số dân và phái nữ chiếm 49%. Neyveli có tỷ lệ 78% biết đọc biết viết, cao hơn tỷ lệ trung bình toàn quốc là 59,5%: tỷ lệ cho phái nam là 83%, và tỷ lệ cho phái nữ là 72%. Tại Neyveli, 12% dân số nhỏ hơn 6 tuổi.